# Россетти, Габриэле (стрелок)
Габриэ́ле Россе́тти (итал. Gabriele Rossetti; 7 марта 1995 года, Флоренция) — итальянский стрелок, выступающий в дисциплине скит. Олимпийский чемпион 2016 года, призёр чемпионата мира.

## Карьера
Габриэле Россетти родился в 1995 году в семье известного стрелка, бронзового призёра Олимпиады в Барселоне Бруно Россетти. Отец и стал первым тренером Габриэле.
В 2012 году итальянец стал вице-чемпионом Европы среди молодёжи, а в 2014 году выиграл первенство мира в своей возрастной группе. С 2015 года выступает во взрослой категории. В первый же год стал бронзовым призёром этапа Кубка мира в Габале, выиграл финальный этап Кубка в Никосии, а также стал третьим на домашнем для себя чемпионате мира.
Эти успехи позволили Габриэле пробиться в состав олимпийской сборной Италии на Игры в Рио. Там Россетти занял пятое место в квалификации, а в полуфинальном и финальном раундах показал стопроцентный результат, оба раза разбив все 16 тарелочек, что позволило стать ему олимпийским чемпионом в возрасте 21 года.